# Cursed (TV-serie)
Cursed är en amerikansk TV-serie för drama, baserad på den illustrerade romanen med samma namn av Frank Miller och Tom Wheeler. Serien hade premiär på Netflix den 17 juli 2020.

## Rollista

### Huvudroller
- Katherine Langford som Nimue
- Devon Terrell som Arthur
- Gustaf Skarsgård som Merlin
- Daniel Sharman som den gråtande munken / Lancelot
- Sebastian Armesto som kung Uther
- Lily Newmark som Pym
- Peter Mullan som Fader Carden
- Shalom Brune-Franklin som syster Igraine / Morgana
- Bella Dayne som Red Spear
- Matt Stokoe som den gröna riddaren / Gawain

### Återkommande roller
- Emily Coates som syster Iris
- Polly Walker som Lady Lunete
- Billy Jenkins som Squirrel / Percival
- Catherine Walker som Lenore
- Jóhannes Haukur Jóhannesson som Cumber
- Clive Russell som Wroth
- Peter Guinness som Sir Ector

## Produktion
Den 28 mars 2018 tillkännagavs att Netflix hade gett produktionen en serieorder för en första säsong bestående av tio avsnitt. Serien är baserad på den kommande romanen med samma namn av Frank Miller och Tom Wheeler som själv hade tillkännagivits en vecka före och förväntades publiceras av Simon & Schuster år 2019. Förutom att skapa TV-anpassningen, förväntades Miller och Wheeler också producera serien.

## Släpp
Serien debuterade på Netflix den 17 juli 2020.

## Mottagande
På Rotten Tomatoes sammanställdes 37 recensioner, 73 procent av dem identifierades som positiva och serien fick ett genomsnittligt betyg på 5,96/10. Metacritic tilldelade serien en poäng på 57 av 100 baserat på 11 recensioner, vilket indikerar "blandade eller genomsnittliga recensioner".